# باتريك كولينز
باتريك كولينز (بالإنجليزية: Patrick Collins)‏ (4 فبراير 1985 بمسقط في سلطنة عمان - ) هو لاعب كرة قدم بريطاني في مركز الدفاع. شارك مع منتخب إنجلترا تحت 17 سنة لكرة القدم ومنتخب إنجلترا تحت 18 سنة لكرة القدم ومنتخب إنجلترا تحت 19 سنة لكرة القدم ومنتخب إنجلترا تحت 20 سنة لكرة القدم. أما مع النوادي، فقد لعب مع أكسفورد يونايتد وسويندون تاون وشيفيلد وينزداي ونادي سندرلاند ودارلينجتون إف سى.

## وصلات خارجية
- باتريك كولينز على موقع قاعدة بيانات كرة القدم.إي يو (الإنجليزية)
- باتريك كولينز على موقع Soccerbase.com (لاعب) (الإنجليزية)